# 作田ハズム
作田 ハズム（さくた ハズム、本名：作田 弾、1979年4月14日  - 、男性）は、日本のウェブアニメーター・Flash職人・アニメ監督・アニメーター。千葉県出身。
ニックネームは「王子」。フリーランスとして活動中。
キャラクターの魅力をいきいきと描く作風が特徴。主に多くのアニメーションシリーズを手掛けている。
猫好きである。

## 来歴
2003年から千葉和久、池田沙代子との3人で結成した、ネット絵本制作ユニット『ドッピオ』のイラストレーターとして、Flashによるアニメーション絵本を手がける。
2005年にフリーランスとなり、アニメーション制作業を開始した。
2006年にライブドアとファンワークスのタイアップ企画であるライブドアネットアニメにて、自身のホームページで発表したFlash形式の絵本をもとにした代表作『暗黒キャット』を制作し、よく動くアニメーションと活き活きとしたキャラクターが話題を呼んだ。
2015年には『猫のダヤン』で2015上海テレビフェスティバルのマグノリア賞のアニメ部門にノミネートするなどの受賞歴がある。

## 主な作品

### Flashアニメーション絵本
- 雲にさわりたかったネコ[5]（2003年）
- 暗黒キャット[6]（2003年）
- ぼくのまちびと[7]（2003年）
- トルテパーク[8]（2005年）
- 暗黒キャットプロモーションアニメ[9]（2006年）
- 暗黒キャットと金色のくさり[10]（2006年）
- ベリエル[11]（2006年）
- ビーとフロール[12]（2007年）

### テレビアニメ
- 暗黒キャットエピソード0[13]（2006年） - ディレクター
- 暗黒キャット（2006年 - 2008年） - 監督・脚本
- 暗黒キャットVS（2009年 - 2010年） - 制作
- ソッキーズ フロンティアクエスト（2011年 -  2012年） - アニメーション制作
- パンダのたぷたぷ（2012年） - アニメーション制作
- ガッ活!（2012年） - 演出
- アニメ おしりかじり虫（2013年 - 2015年） - アニメーション制作
- LINE OFFLINE サラリーマン（2013年） - アニメーション制作
- ぼくは王さま ショートコーナー『あいうえおうさま』（2013年） - 演出
- 猫のダヤン（2014年 - 2018年） - 監督
- 英国一家、日本を食べる（2015年） - アニメーション制作
- バリィさんのいまばり弁講座（2015年 - 2016年） - 監督
- バリィさんの諸国漫遊記（2015年 - 2016年） - 監督
- 上野さんは不器用（2019年） - 3DCG
- 大家さんと僕（2020年） - 監督
- おばけずかん（2020年） - コンテ・演出
- 宇宙なんちゃら こてつくん（2021年 - 2023年） - 監督・絵コンテ
- アニメ すみっコぐらし そらいろのまいにち（2023年） - 監督
- JOCHUM（2024年 - 2025年） - 監督
- コウペンちゃん（2025年） - チーフ演出・絵コンテ・演出

### 映画
- ダヤンとタマと飛び猫と 〜3つの猫の物語〜『ダヤンとジタン』（2019年）- 監督
- 映画すみっコぐらし ツギハギ工場のふしぎなコ（2023年）- 監督・絵コンテ・演出
- DIVE IN！（2025年）- 育成アドバイザー

### OVA
- ゆるめいつ は?（2011年）- アニメーション制作
- べるぜバブ 第3巻DVD特典『走れ!ベル坊刑事!!』（2011年）- アニメーション制作
- 宙出版 飛び出せ!!自分っ 同梱DVD（2011年）- アニメーション制作
- HiGH&LOW g-sword フラッシュアニメ（2017年）- 監督

### PV
- 初音ミク『vanished the life -not re:born』（2009年）- アニメーション制作
- 初音ミク『Mr.サーカス feat.スイホリ』（2009年）- アニメーション制作
- 東方PVD『You may know “Dream”』（2010年）- アニメーション制作
- 東方PVD2『僕のこの手 君のその手』（2011年）- アニメーション制作
- 宏実『似たものどうし』（2011年）- アニメーション制作
- Wish me mell × 倉木麻衣『Stay the same』PV （2011年）- 2Dアニメパート
- 東方PVD3『瞼と光と恋の歌』（2012年）- アニメーション制作
- 東方PVD5『Jive at the Graveyard』（2012年）- アニメーション制作
- バリィさん × ゴスペラッツ『トンデバリバリ物語』（2015年）- MV作成
- シャドウバース『第3弾カードパック 「Rise of Bahamut」 バハムート降臨』（2016年）- 映像制作
- JOCHUM『寝て起きて食べて寝て 寝て起きて食べたり寝たり』フルver.（2024年）- 監督

### CM
- プリンセスコネクト！『アイドルマスター シンデレラガールズ　スターライトステージコラボ編』（2015年）- 映像制作・2Dモーション
- グランブルーファンタジー『カタリナ＆ヴィーラ城塞都市アルビオン篇』『ローアインとファミレス篇』『あなたと一心同体篇』『黒騎士＆オルキス』『最強の騎空団　十天衆』（2016年）- 映像制作
- シャドウバース『ベルエンジェル編』（2016年）- 映像制作

### WEBサイト
- ジョジョの奇妙花闘 特設サイト制作（2011年4月）

### 楽曲提供
- フルカワモモコ
  - 「キャットウォーク・ステップ」（作詞のみ）

### その他
- 大阪府『FROM OSAKA WITH CHEER!』（2007年）- アニメーション協力
- Jブンガク（2010年）- アニメーション制作
- みんなのうた『Aloha You 〜きずな』（2010年）- アニメーション制作
- ゴロウ・デラックス（2011年 -  2019年）- オープニングアニメ
- Wish me mell ミラクル大サーカス（2011年）- 2Dアニメパート
- 見てはいけないTV（2011年 -  2013年）- オープニングアニメ
- MusicLauncher『ブラッディバニー』（2012年 -  2014年）- オープニングアニメ・アイキャッチ ・演出・作画
- ビートたけしのあと6回だけヤラせてTV（2012年）
- ぼんぼんりぼんムービー（2013年）2Dアニメパート
- musicる TV『地下すぎアイドル あかえちゃん』（2014年）- アニメーションディレクター
- 流転のテルマ（2014年）- 2Dモーション
- ポリンキー劇場（2015年）- アニメーション制作
- 破裂蛋蛋君（はれつたんたんくん）[14]（2019年[15]）- 監督
- 講談社アニエホン『ラニーちゃんとたんじょうびやさん』[16]（2024年）- 監督
- MOSTLY CLASSIC『もすとりくん』（2025年）- キャラクターデザイン